# 坦克帽
坦克帽，或者稱為戰車帽，是陸軍裝甲兵操作主戰坦克時所戴的一種特殊規格的頭盔帽。由於戰車內的聲音吵雜，待的過久可能會導致裡頭的裝甲兵昏迷，因此坦客帽的規格級材質具有隔音效果，但也能收聽發送的無線電。坦克帽的其他功能還具備防火、防摔、保護裝甲兵的頭部等功能。